# Essig Kacsó Klára
Essig Kacsó Klára (Kolozsvár, 1940. október 19. – ) erdélyi magyar rajztanár, képzőművész, Essig József fotóművész és operatőr felesége.

## Életpályája
Középiskoláit a kolozsvári 3. sz. Középiskolában (jelenleg Apáczai Csere János Elméleti Líceum) végezte 1957-ben. 
1964-ben végzett a kolozsvári Képzőművészeti Intézetben. Azután 1988-ig rajztanár Gyaluban, majd 1988–1989-ben Kolozsváron. 1992 és 1994 között az Apáczai Csere János Líceum óvó- és tanítóképző osztályaiban rajzmódszertant tanított. 1994-től Zsobokon a gyermekotthon és 
szórvány-iskolaközpontban a képzőművészeti nevelés tanára volt. 1996-ban Zsobokon létrehozta a Zsoboki Nemzetközi Alkotótáborra keresztelt kalotaszegi képzőművészeti tábort, és amelynek Essig Klára lelkes szervezője és éltetője.
1999-ben férjével megalapította Kolozsváron a Reményik Sándor Galériát, amelynek vezetője lett.
Több egyéni kiállítása volt, rendszeres résztvevője a csoportos kiállításoknak.

## Könyvillusztrációi
- Ajtay Ferenc: Erdély természeti csodái, Stúdium Könyvkiadó, Kolozsvár, 2005, 2007.
- Reményik Sándor: Az utolsó ház – Ultima casă, Eikon Könyvkiadó, Kolozsvár, 2009 (Bauer Ilona, Székely Dalma szerk.)

## Díjai
- Magyar Arany Érdemkereszt, 2021
- Székely Bertalan-díj, Apáczai Galéria, Kolozsvár

## Tagságai
- Barabás Miklós Céh, Kolozsvár
- Romániai Képzőművészek Szövetsége, Bukarest
- Stockholmi Egyetemes Magyar Képzőmnűvészek Szövetsége

## Családja
Apja (Béla) festőművész volt, anyja (Johanna) vendéglátással, turizmussal foglalkozott.  1962-ben férjhez ment Essig Józsefhez, két gyerekük született: Zoltán (1964) és József (1973), mindketten mérnökök.